# Leopold Erb

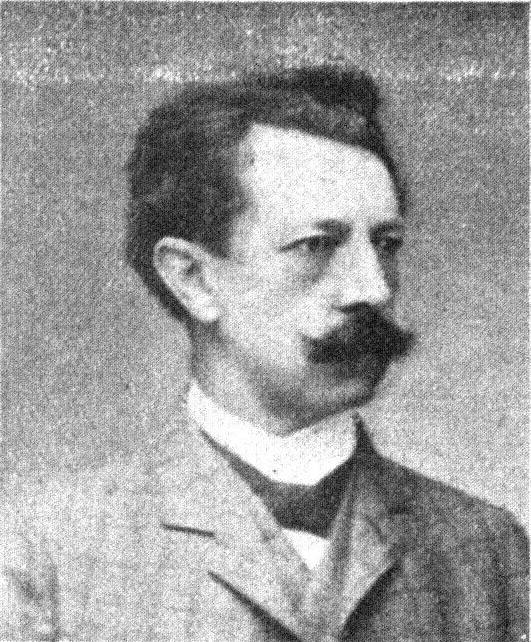
Leopold Erb

Leopold Erb (* 1. April 1861 in Steyr, Oberösterreich; † 22. November 1946 ebenda) war ein österreichischer Lehrer und Politiker.
Erb besuchte die Volksschule, Realschule, Technik und die Universität und wirkte dann als Professor in Steyr. Er verfasste mehrere Bücher über Naturgeschichte und Chemie und war ein Förderer des nationalen Studentenverbandes.
In den Jahren von 1896 bis 1900 und von 1902 bis 1918 war er Mitglied des österreichischen Reichsrates und 1918/1919 der Provisorischen Nationalversammlung. Als deutschnationaler Abgeordneter war er auch im oberösterreichischen Landtag von 1896 bis 1918 tätig und anschließend in der Provisorischen Landesversammlung Oberösterreich 1918/1919.

## Auszeichnungen
- 1916 Ehrenbürger der Stadt Steyr